# Opus Imperfectum
«Opus Imperfectum» («незаконченное сочинение»), также «Анонимный комментарий на евангелие от Матфея» — христианский комментарий на Евангелие от Матфея, написанный около V века н. э. неизвестным автором.

## Авторство
Комментарий был хорошо известен в Средние века (сохранилось более 200 рукописей) и приписывался Иоанну Златоусту. Эта атрибуция очень древняя и благодаря ей сочинение сохранилось до наших дней. На ошибочность этой атрибуции впервые указал Эразм Роттердамский в 1530 году. Вероятно, что автором является арианский священник по имени Тимофей, либо арианский епископ Максимин (VI век), либо пелагианский дьякон Аниан Келедский. Недавно, Густаво Пьемонт (Gustavo Piemonte) выдвинул предположение, что автором мог быть Иоанн Скот Эриугена.

## Язык и структура
Не ясно был ли написан оригинал на греческом или на латинском. Дж. ван Баннинг предполагал, что комментарий был написан на латинском, но в местности, граничащей с грекоязычным населением.
Комментарий назван «незаконченым» ввиду того, что содержит много пропусков важных мест из Евангелия. В частности, пропущены места, начиная с Мф. 8:14 по Мф. 10:15 и пропущено 5 глав, начиная с Мф. 14 по Мф. 18. Комментарий обрывается на Мф. 25.
Текст в более позднее время был разделен на 54 гомилии, которые носят преимущественно нравоучительный характер. В ряде сложных мест автор ведёт богословскую полемику с «еретическими» (с точки зрения умеренного арианства) учениями, то есть с ортодоксальной стороной конфликта, которую в то время поддерживал император Феодосий.
Автор опирается на труды Оригена и, возможно, Иеронима. Материал излагает в диалектической манере, прибегая то к аллегорическому толкованию текста, то к буквальному. Отдаёт предпочтение этимологическому символизму (то есть убеждению, что имя некоторым образом выражает природу объекта). Таким образом, комментарий снискал особую популярность среди схоластов и даже известно высказывание Фомы Аквинского, что он предпочёл бы иметь полный текст этого комментария, чем стать правителем Парижа.

## Издания и переводы
В конце Средних веков в тексте комментария были переписаны места, содержащие арианское богословие. Именно исправленная редакция текста была опубликована в Патрологии Миня (PG 56:611-946), поэтому данное издание является неудовлетворительным. Был также найден ряд фрагментов, которые опубликованы в «Fragments inédits de l’opus imperfectum» Рэймондом Этексом в 1974 году. На английский язык комментарий переведен серией Ancient Christian Texts в 2010 году.